# Joseph Bruce Ismay
Vous lisez un « bon article » labellisé en 2009.
Pour les articles homonymes, voir Ismay.
Joseph Bruce Ismay, né le 12 décembre 1862 à Crosby (Merseyside) et mort le 15 octobre 1937 à Kensington (Londres), est un homme d'affaires britannique, président pendant plusieurs années de l'International Mercantile Marine Co., un trust regroupant plusieurs compagnies maritimes financé par John Pierpont Morgan. Il fut également président de l'Oceanic Steam Navigation Company (plus communément nommée White Star Line) héritée de son père, Thomas Henry Ismay.
En 1907, il décide avec William James Pirrie de la construction de trois paquebots géants de la classe Olympic, l’Olympic, le Titanic et le Gigantic (converti en navire-hôpital sous le nom de Britannic). Le 15 avril 1912 survient le naufrage du second navire au cours de son voyage inaugural. Ismay parvient à quitter le navire, mais est considéré comme le principal responsable de la catastrophe. La presse américaine le conspue, et il doit renoncer en 1913 à ses deux présidences.
Il ne se retire pas pour autant des affaires puisqu'il continue à s'occuper de plusieurs compagnies de Liverpool et de Londres, et fonde deux associations caritatives. Ce n'est qu'en 1934 qu'il quitte définitivement ses fonctions. Il meurt le 15 octobre 1937, âgé de 74 ans.
Aujourd'hui encore, il pâtit d'une image négative, que ce soit dans l'opinion publique ou les films et documentaires, que ses défenseurs ne parviennent pas à faire oublier.

## Biographie

### Jeunesse

Emblème de la White Star Line.

Joseph Bruce Ismay est né le 12 décembre 1862 à Crosby, Merseyside, près de Liverpool. Il est le fils aîné de Thomas Henry Ismay et de Margaret Bruce. Son père est le propriétaire de l’Oceanic Steam Navigation Company qu'il a fondée en rachetant la White Star Line en 1867.
Bruce Ismay fait ses études au collège d'Elstree et à Harrow, avant de passer un an en France. Il est ensuite apprenti dans l'entreprise de son père pendant quatre ans, avant de faire un tour du monde d'une année. Son apprentissage commence difficilement. En effet, le premier jour, il suspend son manteau et son chapeau avec ceux de son père comme il le faisait lorsqu'il lui rendait visite. Son père convoque alors un assistant et lui dit : « Veuillez informer le nouvel employé de bureau qu'il n'a pas à laisser traîner son chapeau et son manteau dans mon bureau ». Ceci est peut-être à l'origine de la dureté dont il fait preuve auprès de ses employés, et de fait, de son impopularité.
À son retour, il est affecté aux bureaux new yorkais de la compagnie familiale. Le 4 décembre 1888, il se marie à New York avec Julia Florence Schieffelin. Ils ont deux filles et deux fils.
En 1891, Ismay revient au Royaume-Uni avec sa famille, et est associé à la direction de la White Star Line et actionnaire des chantiers navals Harland & Wolff de Belfast qui travaillent en étroite collaboration avec la compagnie,.

### À la tête de la compagnie
À la mort de son père le 23 novembre 1899,, Bruce Ismay prend sa succession. Il décide de la construction de quatre paquebots gigantesques au luxe inégalé dans la lignée de l’Oceanic voulu par son père : ce sont les Big Four : le Celtic, le Cedric, le Baltic et l’Adriatic. Ces navires, conçus plus pour le luxe et la sécurité que pour la vitesse, résument bien la volonté d'Ismay et de ses associés : offrir un service régulier de qualité aux passagers tout en faisant des économies sur le carburant.
En 1902, Ismay négocie le rachat de sa compagnie par l'International Mercantile Marine Company (IMM Co.), un trust fondé par le financier américain John Pierpont Morgan, regroupant de nombreuses compagnies maritimes dont la White Star Line est le joyau. La somme versée par Morgan représente dix fois le chiffre d'affaires de la White Star en 1911. Le trust est alors dirigé par Clement Griscom, l'un de ses fondateurs. En février 1904, Ismay prend sa place à la tête de l’IMM avec le soutien de Morgan, et obtient les pleins pouvoirs. Il garde par ailleurs son poste de directeur de l'Oceanic Steam Navigation Company.

### La conception de la classeOlympic

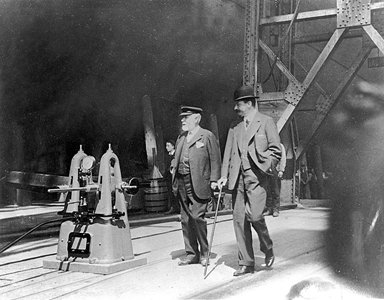
Bruce Ismay (à droite) et William James Pirrie inspectant le chantier du Titanic en mai 1911.

En 1907, au cours d'un dîner, Lord Pirrie, directeur des chantiers de Harland & Wolff et actionnaire de l'International Mercantile Marine Co., et Bruce Ismay décident la construction de trois navires géants pour concurrencer les nouveaux navires de la Cunard, le Lusitania et Mauretania. Comme les Big Four, les trois navires ne sont pas conçus pour battre des records de vitesse mais doivent en revanche offrir un confort et une sécurité inégalés. La conception est confiée à Alexander Carlisle et Thomas Andrews, ce dernier étant le neveu de Pirrie.
Avant son départ à la retraite en 1910, Carlisle propose à Ismay d'installer un nouveau modèle de bossoirs à bord des nouveaux navires de la classe Olympic pour permettre aux paquebots de transporter jusqu'à 64 embarcations de sauvetage. Ismay refuse cependant de mettre des canots en surnombre par rapport aux réglementations, de peur d'effrayer la clientèle et de devoir équiper tous les autres navires de la compagnie. Il accepte cependant d'installer les bossoirs de type Welin proposés par Carlisle, pour éviter des travaux supplémentaires en cas de changement de la loi. Les navires contiennent cependant un nombre de canots de sauvetage supérieur aux exigences émise par le Board of Trade, dont les normes vieillissantes n'ont pas été mises à jour depuis l'année 1894 et ne correspondent plus aux technologies des nouveaux transatlantiques.
Le premier des trois géants, l’Olympic, effectue son voyage inaugural le 14 juin 1911. Ismay y participe, comme de coutume pour les voyages inauguraux de la compagnie, puis, en automne, émet le souhait de quitter la direction de l'IMM Co. pour se consacrer exclusivement à la White Star. Le 26 février suivant, Ismay adresse une lettre à John Pierpont Morgan fixant son départ au 30 janvier 1913.

### LeTitanicet l'opprobre

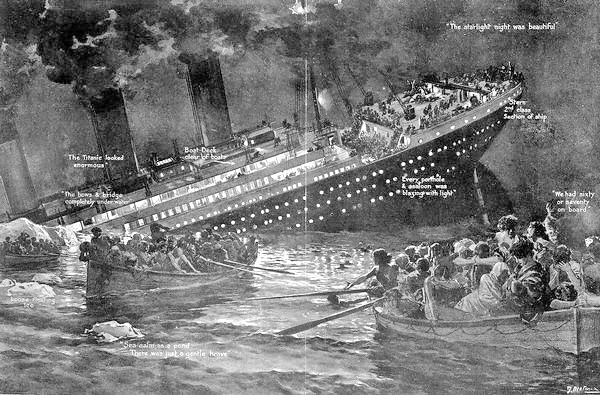
Le naufrage du Titanic a rendu Ismay impopulaire aux États-Unis.

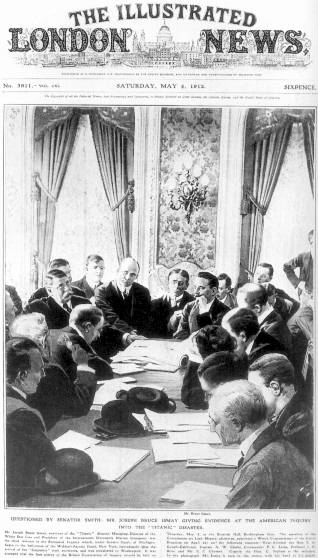
Dessin représentant Ismay (qui se lisse la moustache) au cours de son témoignage devant la commission sénatoriale.

Le 10 avril 1912, Bruce Ismay monte à bord du Titanic dans la matinée pour assister à sa traversée inaugurale. Il voyage en compagnie de son valet Richard Fry, de son secrétaire William Henry Harrison et d'Ernest Freeman. Également secrétaire d'Ismay, ce dernier voyage à bord du Titanic comme premier steward de pont. Ismay occupe à bord la suite B-52 - 54 - 56, une suite de luxe avec salle de bains et toilettes privatives, ainsi qu'un pont promenade privé. Cette suite, qu'il occupe gratuitement, avait à l'origine été réservée par le milliardaire Henry Clay Frick, qui avait annulé son voyage, son épouse s'étant fait une entorse. Elle avait ensuite été choisie pour John Pierpont Morgan, qui décida finalement de ne pas participer au voyage et resta à Aix-les-Bains. Un autre couple avait également réservé la suite, mais choisit finalement de voyager sur le Mauretania. Ismay occupe donc la suite.
Au cours de la traversée, Ismay s'entretient avec le chef mécanicien Joseph Bell au sujet d'un éventuel essai de vitesse si le temps le permet.
Le 14 avril 1912 à 23 h 40, le Titanic, qui vogue à environ 22 nœuds, heurte un iceberg. Le choc réveille Ismay qui croit alors que le navire vient de perdre une pale d'hélice. Il demande des informations à un steward qui ne peut le renseigner et décide d'aller voir le commandant Smith sur la passerelle. Ce dernier lui fait part de l'iceberg et Ismay inquiet, lui demande si le navire court un réel danger, ce à quoi Smith lui répond par l'affirmative.
Lorsque l'évacuation débute, Ismay aide tant bien que mal, conduisant un certain nombre de passagères aux canots de sauvetage. Il parcourt le pont des embarcations et incite les marins à accélérer le chargement des canots. Ce faisant, il contribua à sauver des vies. Il presse notamment par deux fois l'officier Herbert Pitman de hâter les préparatifs de la mise à l'eau du canot 5. Ce dernier n'ayant pas reconnu Ismay, l'ignore une première fois puis réalisant à qui il avait affaire, demande à Smith l'autorisation de mettre l'embarcation à l'eau. Le commandant donne alors son accord. À une femme qui refuse d'embarquer sur ce même canot, disant qu'elle n'est « qu'une hôtesse », il répond : « vous n'y pensez pas, vous êtes une femme ; montez ». Alors que le cinquième officier Harold Lowe est occupé à faire descendre un canot, Ismay s'emporte : « Plus vite, descendez les plus vite ». Lowe lui répond : « Si vous vouliez foutre le camp, je pourrais peut-être faire quelque chose ! Vous voulez que je les fasse descendre plus vite ? Vous allez tous me les faire noyer ! » Ismay, abasourdi, se retire sans répliquer. Lors de l'enquête sur le naufrage, il commente cette sortie de l'officier en disant que « ce n'était pas très diplomate ».
Durant le naufrage, il embarque à 01 h 45 dans le canot C, qui est le dernier affalé à tribord, personne ne se trouvant plus à proximité de l'embarcation. Il abandonne à leur sort son valet, John Richard Fry, et son secrétaire, William Henry Harrison. À bord du canot, il rame le dos tourné au navire.
À son arrivée à bord du Carpathia, Ismay ne sait que répéter d'un ton monocorde « je suis Ismay ». Après avoir refusé un bol de soupe, il s'enferme dans la cabine que le médecin de bord lui a prêtée. Le docteur lui donne également de l'opium. C'est cependant Ismay qui rédige le message annonçant le naufrage du Titanic aux bureaux de la White Star Line à New York. Celui-ci est signé « Yamsi » par mesure de précaution.
Lorsqu'il arrive à New York, Ismay est accueilli par Philip Franklin, vice-président de la compagnie. Il reçoit également une convocation à comparaître devant une commission sénatoriale dirigée par le sénateur républicain William Alden Smith.
Mais l'accueil réservé par la presse est un nouveau coup dur pour lui : les journaux américains lui reprochent en effet d'avoir survécu là où nombre de compatriotes ont péri en héros. Accusé d'avoir embarqué dans le premier canot avec une escorte de marins, il est également surnommé « Brute Ismay » dans certaines caricatures. Son principal ennemi est William Randolph Hearst, directeur d'un grand groupe de journaux hostile à Ismay depuis qu'il a refusé de lui donner des informations sur les perspectives de la compagnie. Au lendemain de l'arrivée d'Ismay à New York, Hearst publie une tribune dans laquelle il vante les mérites de ceux qui « restèrent seuls sur le pont du navire en détresse avant de disparaître avec lui ». Sa conclusion est directement adressée à Ismay : « Qui pourrait préférer vivre comme un lâche que de mourir comme un héros, ? »
La commission d'enquête américaine lui reproche pour sa part d'avoir privilégié la publicité à la sécurité en faisant accélérer le paquebot dans un secteur où se trouvent des icebergs. Ismay annonce également durant la commission que tous les navires de l'International Mercantile Marine Co. seront à l'avenir équipés de moyens de sauvetage en nombre suffisant pour tous les passagers. On lui reproche également d'avoir embarqué dans un canot à la place de femmes, ce dont il se défend. À la suite de la commission d'enquête, Ismay et les officiers survivants du paquebot regagnent l'Angleterre à bord de l’Adriatic. L'accueil est radicalement différent puisque la foule l'acclame lors de son arrivée. Lord Mersey, qui dirige la commission britannique, connaît bien le monde maritime, contrairement au sénateur Smith. L'enquête est également moins politisée,. Mersey déclare à propos d'Ismay que s'il n'était pas monté dans le canot, « il n'aurait fait qu'ajouter une vie supplémentaire, c'est-à-dire la sienne, au nombre des disparus ». Aussi, s'il a été sévèrement malmené par le sénateur Smith qui n'a cependant pas donné de preuves engageant sa responsabilité, Ismay a été exonéré de toutes fautes par la commission britannique.

### Fin de carrière
Ismay quitte comme prévu la direction de l'IMM Co. en 1913. Il est remplacé par Harold Arthur Senderson, lui-même rapidement remplacé par Philip Franklin. Ismay, qui espérait conserver la direction de la White Star Line, voit sa demande refusée. Il finance ensuite une fondation destinée aux veuves des marins disparus, ainsi qu'une fondation reconnaissant l'implication de la marine marchande dans la Première Guerre mondiale, qu'il fonde en 1919.
Contrairement à la légende, il ne se retire pas des affaires après sa démission, et reste impliqué auprès des directions de plusieurs compagnies de Londres et de Liverpool. Il s'occupe notamment d'une compagnie d'assurances qui se charge de payer les dommages dus par la White Star Line. Lors des problèmes que connait la White Star Line au début des années 1930, le colonel Frank Bustard le sollicite pour empêcher la fusion entre la White Star et la Cunard. Malgré son étonnement (et ses 72 ans), Ismay accepte mais intervient trop tard pour empêcher la fusion. Il se retire complètement du monde des affaires en 1934. À la suite d'une maladie cardio-vasculaire, on l'ampute de la jambe droite à la fin de 1936. Il meurt le 15 octobre 1937 à l'âge de 74 ans.

## Polémique
Joseph Bruce Ismay a été l'objet de plusieurs accusations lors de l'enquête, et de nombreuses idées, souvent fausses, demeurent encore à son propos. Ainsi, la légende veut qu'il ait cherché à faire accélérer le navire pour arriver à New York le mardi soir plutôt que le mercredi matin. Pourtant, Ismay lui-même, lors de la traversée inaugurale de l’Olympic, avait écrit ce qui suit à Philip Franklin, qui voulait que le navire arrive le mardi soir :

« Comme je l'ai souvent dit, je pense vraiment que les passagers seraient bien plus heureux de savoir, lorsqu'ils partent, qu'ils n'arriveront pas avant mercredi matin, plutôt que de rester dans l'incertitude sur ce point durant tout le voyage. Je ne pense pas que vous ayez jamais connu les problèmes d'une arrivée de nuit à New York ; si cela avait été le cas, je pense que votre point de vue serait différent. [...] Comme vous le savez, je ne suis pas favorable à l'idée d'essayer de débarquer les passagers mardi après-midi, mais si, après en avoir parlé avec Lord Pirrie, le Capitaine Smith et M. Bell, l'avis général est de le faire, vous pouvez être assuré que je ne permettrai pas à mon opinion seule de s'interposer. »

Ismay avait en revanche demandé un essai de vitesse le 15 avril, mais celui-ci n'a jamais eu lieu. De plus, nombre de capitaines ont attesté du fait que la procédure pour traverser ce genre de zone est de se lancer à pleine vitesse.
Le fait qu'Ismay ait embarqué dans un canot tandis que ni le capitaine Smith, ni Thomas Andrews, le concepteur du navire, ni la plupart des millionnaires américains à bord n'ont survécu a également entraîné nombre de reproches. Ismay a ainsi été accusé d'avoir pris le premier canot, et de s'être comporté honteusement à bord du Carpathia. Cependant, le témoignage de M. Cardeza dit qu'Ismay a au contraire embarqué car le canot n'était pas plein, et qu'aucune femme ne se trouvait dans les environs. Il ajoute que les femmes du canot ont insisté pour qu'il embarque. Ismay déclare quant à lui devant la commission d'enquête qu'il a sauté car personne d'autre ne se trouvait sur le pont à ce moment ; en effet, le canot C quitte le navire avec quarante personnes à son bord pour une capacité de 47 passagers et il est le dernier mis à la mer à tribord.

## Dans les films et documentaires
Les adaptations de l'histoire du Titanic ne sont pas toujours tendres avec Ismay. Dans le film Titanic de 1943 (film tourné pour la propagande nazie), Ismay presse le commandant de pousser le navire au maximum pour remporter le Ruban bleu. Lorsque le navire coule, un Allemand, le lieutenant Petersen, sauve Ismay pour qu'il soit condamné. Cependant, le capitaine Smith est jugé seul responsable, et Petersen est blâmé pour son comportement.
Dans Titanic de James Cameron, Bruce Ismay est interprété par Jonathan Hyde. Lorsqu'il est dans le restaurant, quand on lui demande ce qu'il prend au menu, il déclare « Je prendrais le saumon », mais personne ne sait s'il en a vraiment pris dans la réalité. Dans le film, Ismay demande au commandant de forcer l'allure pour arriver mardi soir et pouvoir faire la une des journaux du mercredi matin. Plus tard, lorsque le commandant comprend que le Titanic va couler, il s'adresse à Ismay : « Je pense que vous allez avoir vos gros titres, M. Ismay ». Seule la scène où on le voit monter dans le canot C est relativement fidèle à la réalité, ainsi que le fait qu'il tourne le dos au navire pendant que son canot s'éloigne.
Dans les mini-séries Le Titanic et Titanic, Bruce Ismay tient le mauvais rôle, comme dans de nombreux documentaires.